# چوب خط (مجموعه تلویزیونی)
چوب خط یک مجموعه تلویزیونی طنز به کارگردانی حمید بهرامیان و تهیه‌کنندگی منصور سهراب‌پور محصول سال ١٣٩٩ می‌باشد. که اولین قسمت از این مجموعه از ١۴ اسفند ١٣٩٩ از شبکه سه سیما پخش شد و در ۲۹ اسفند ۱۳۹۹ به پایان رسید.

## خلاصه داستان
فرخ فرخنده مسافری که از خارج از کشور به وطن باز می‌گردد و همزمان با رسیدنش مشکلات زیادی سر راهش قرار میگیرد پلمپ خانه،خراب شدن دستگاه کارخانه،اخراج شدنش از کارخانه و...

## بازیگران
- الهام پاوه‌نژاد
- حسن زارعی
- محمود جعفری
- امیرمهدی ژوله
- محمدجواد جعفرپور
- امیر نوری
- مینا جعفرزاده
- علیرضا خمسه
- یوسف تیموری
- اکبر عبدی
- رضا ناجی
- سام نوری
- بهار کاتوزی
- مونا کرمی
- نازنین کیوانی
- کریم قربانی
- محمدرضا چلنگر
- افشین آقایی
- گلشید بحرایی
- کبری گودرزی
- بهناز بستان دوست
- امیرعباس نورزایی